# 旧金山湾区捷运系统延长计划
舊金山灣區捷運系統（BART）开通以来，曾多次延长线路，扩充服务。
目前已经完成的计划有科马和匹兹堡/湾角延长线（1996年）、都柏林/幸福屯延长线（1997年）、旧金山机场/密尔布瑞延长线（2003年）、 连接主线和奥克兰机场的自动导轨系统（2014年）、 温泉延长线（2017年）以及刚刚完成的eBART（2018年）。

## 正在进行的项目

### 硅谷延长线

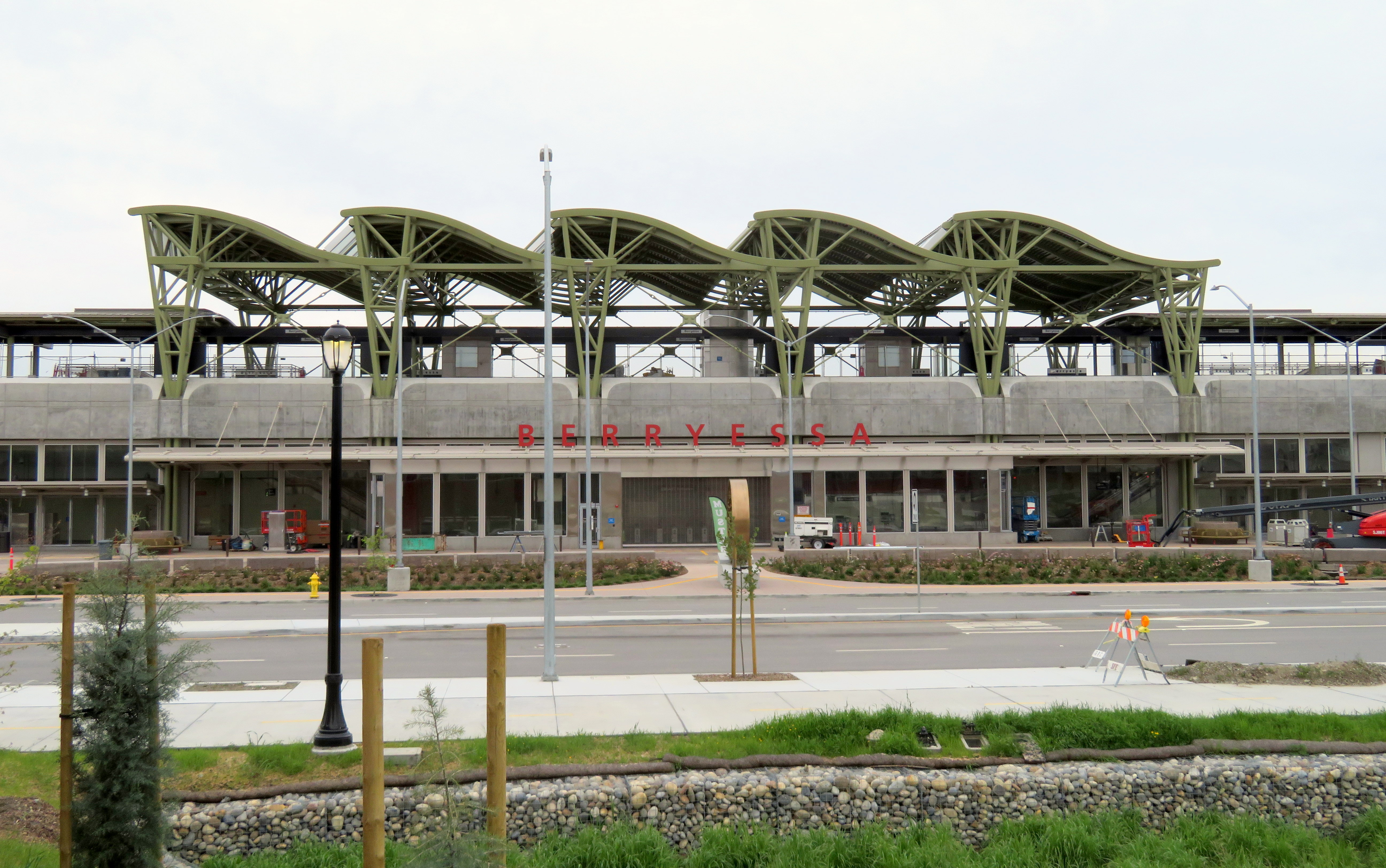
正在施工的贝里耶莎站，摄于2018年3月

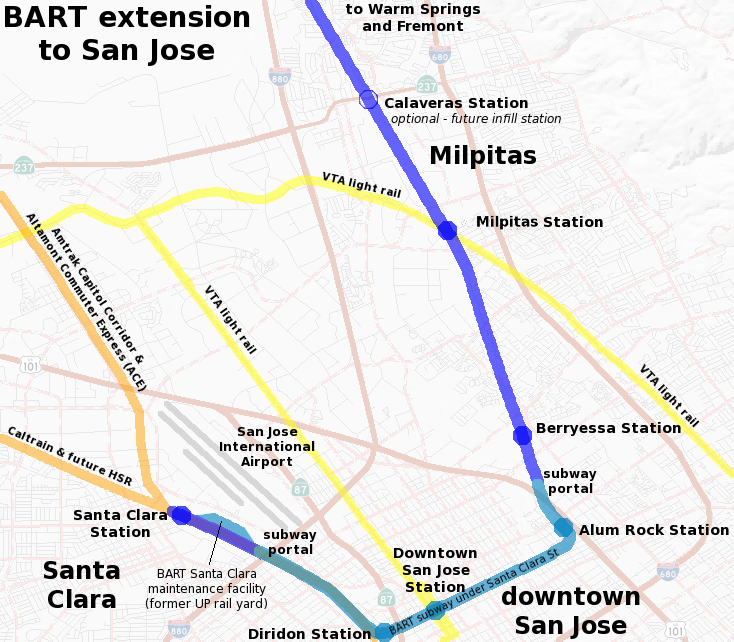
湾区捷运在圣何塞市内的延长线，其中1期为紫色，2期为蓝色

硅谷延长线从温泉站到圣何塞的贝里耶莎/圣何塞北站，将湾区捷运和圣克拉拉轻轨连接起来。联邦运输局曾在2012年项目刚启动时拨款9亿美元。 目前此项目还在建设中，预计将在2018年投入运营。 计划包括了2期工程：第一期是增加米尔皮塔斯站和贝里耶莎/圣荷西北站，而第二期则是增加阿郎姆岩站、圣何塞下城站、聖何塞狄里登站和圣塔克拉拉站。

#### 贝里耶莎段（阶段1）
米尔皮塔斯站将位于既有圣克拉拉轻轨的同名车站处，而贝里耶莎/圣荷西北站将位于圣何塞跳蚤市场附近。之后，列车将以贝里耶莎/圣荷西北站作为总站，直到2期工程完工。

## 计划中

### 圣何塞段（阶段2）
最初的计划中，圣何塞延长线是在1期线路之后，继续以地下段进入圣何塞市区和圣克拉拉。然而在2009年2月，由于低于预期的税收，圣克拉拉市交委只好截短延长计划，将圣何塞市中心的地下段单独列为2期工程，并推迟开工。最初的完整延长线估计的成本是61亿美元，而圣市交委则估计，单独完成1期工程将只耗费23亿美元 。
市区的地下段起始于101号国道加州段，阿郎姆岩/28街站将会在28街北、朱利安街和圣克拉拉街之间，圣何塞市中心站将会在圣克拉拉街地下、第3街和市场街之间，由市民广场/圣何塞州立大学站和市场街站在2005年的计划里合并而来。另外，狄里登站将位于圣荷西SAP中心和圣荷西火车站之间。
随后，地铁线路将向北转进，沿着既有的加州火車线路，在880號州際公路附近钻出地面，并在现有的加铁圣克拉拉站设站。另外，圣何塞机场也规划了一条从机场到圣克拉拉站或狄里登站的短途列车。
圣克拉拉郡交委计划用一台盾构机开凿圣何塞市的大部分地下隧道，只有站台部分会使用明挖法， 以减少对市区的影响。 在市中心范围进行明挖将是短暂而大范围的影响，包括封闭部分圣克拉拉街、截断圣克拉拉轻轨。如果资金条件允许，延长线将在2026年开通。截止2018年4月，计划在圣克拉拉街地下规划了了一条单洞隧道和 一个明挖的车站。圣郡交委希望能在2019年开始这一期工程。

#### 筹资和投票过程（2000-2008年）
由于圣克拉拉郡在一开始就没有参与捷運管理局，这一延长线是由郡交通局负责建设的。交委调集了初步的资金，这些资金由2000年公投的营业税收形成。2002年12月，交委向联合太平洋铁路以8,000万美元的价格买下了一条货运铁路的路权，作为延长线的主要区间。
2004年，联邦交通部担心湾区捷運没有足够的资金来运营延长线，暂缓了对计划的拨款。 不仅如此，此计划还被评级为“不推荐”，进一步减少了来自联邦的资金。
圣克拉拉郡选举人在2008年通过了“方案B”，将营业税提高了⅛美分。一位联邦交通部推荐的独立分析师认为，提高税收不仅可以保障延长线的运营和维护，还能产生盈余。随后，圣何塞市的选举人在2016年同意了此方案。

### 利佛摩延长线：580公路/三谷地区通道
该延长线将延申都柏林/普莱森顿线的服务至利佛摩，可能的方案有继续延长蓝线、建造类似于EBART的柴聯車支线 、或者提高接驳巴士的频率。之后，此线可能继续穿过阿拉蒙特关口进入特雷西 、沿着580號公路进入中央谷地、并且/或者依次经过都伯林、圣拉蒙、丹维尔和阿拉莫并通过680號公路到达现有的核桃溪站。
目前利佛摩已经有一条通勤铁路——阿拉蒙特走廊快线(ACE)。虽然ACE和湾区捷运没有直接的换乘，但是还是有免费的接驳巴士来往于普雷森顿站和都柏林/普莱森顿站。
在2010年7月1日，一份可观的方案被提出，并得到了利市议会的支持。此方案包括了建造利佛摩中心站、在凡斯科路上、邻近勞倫斯實驗室和桑迪亚实验室的车站。两车站都会有来往ACE的接驳。 然而在一年后，利市议会因为市民的抗议， 而不再支持此方案，转而要求线路沿着580號公路发展，并在格林维尔路和伊莎贝拉大道的路口设站。 随后，湾区捷运在2012年9月发表了准备阶段的环境评估报告，其中提及了在580号公路和伊莎贝拉大道的路口设站，在580号公路和格林维尔路的路口建造停车场，并以接驳巴士连接凡斯科路站。土地征用的研究在2015年9月由利佛摩市完成，预计此线能在2026年完成。额外的筹资也已在2016年底完成。
2017年，由于对湾区捷运的计划缺乏兴趣，利市议会提出了建立新的机构来负责延长线的规划和建造。 此方案同时也得到了州众议院运输委员会的推荐。新建立的机构叫三谷-圣华金谷区域铁路局，负责“在三谷地区内，规划和发展经济实惠的、连接湾区捷运和ACE的线路。”

### 轻轨化趋势
轻轨化趋势（英语：BART Metro Vision）是湾区捷运未来展望里重要的一部分。这个设想包括增加车站密度，提高列车班次， ，以及保证服务稳定性。最近一份轻轨化趋势的报告指出，为了保障系统长期的发展潜力，需要进行车辆的更新、海沃德综合基地的修建、和列车控制系统的现代化。

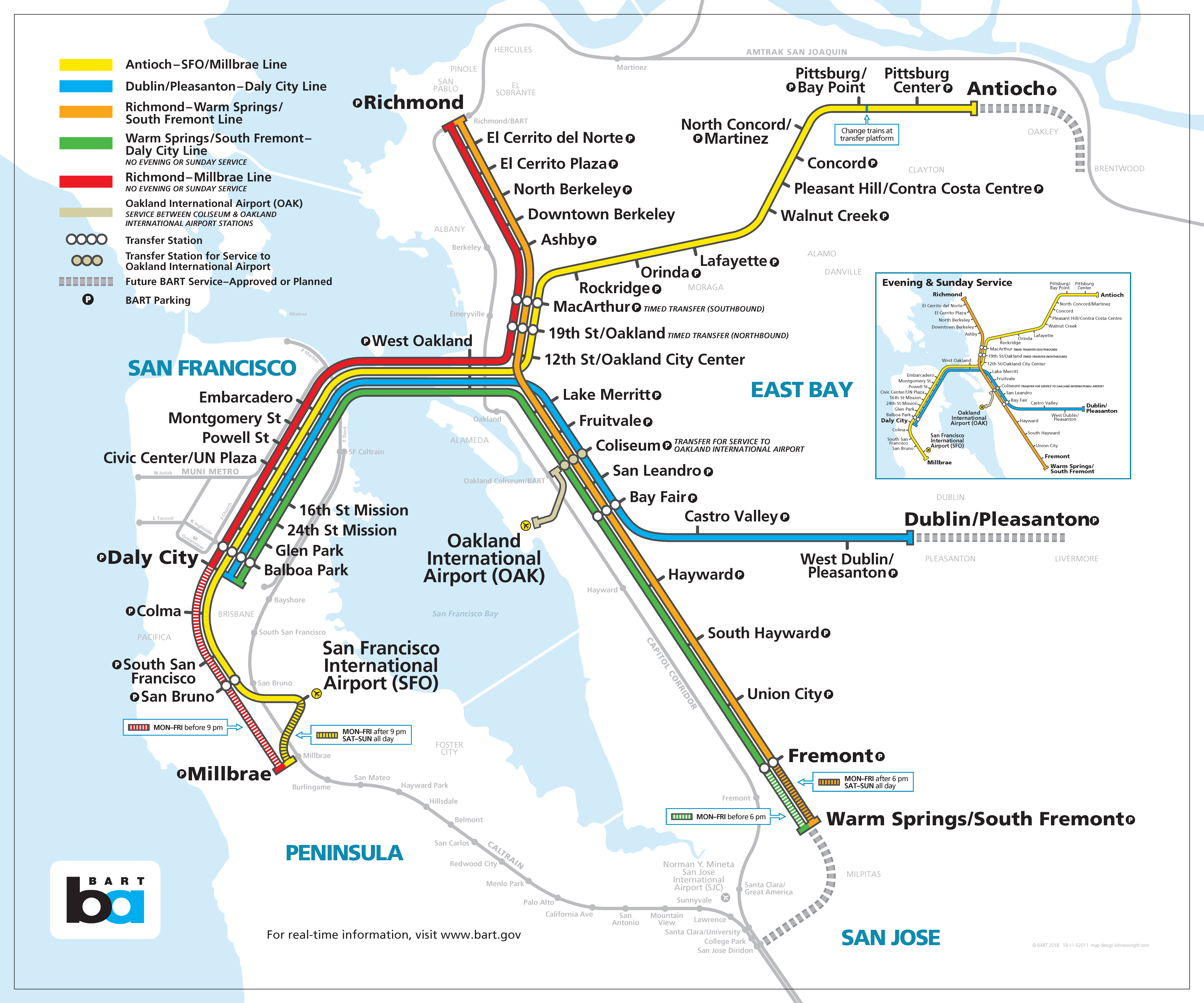
现时的湾区捷运地图。可以看见右上角、安条克站东部还有灰色的虚线，代表计划中的延长线。

### eBART延长计划
此线可能继续向东延申至奥克利、拜伦或布伦特伍德。

### 吉里街线路

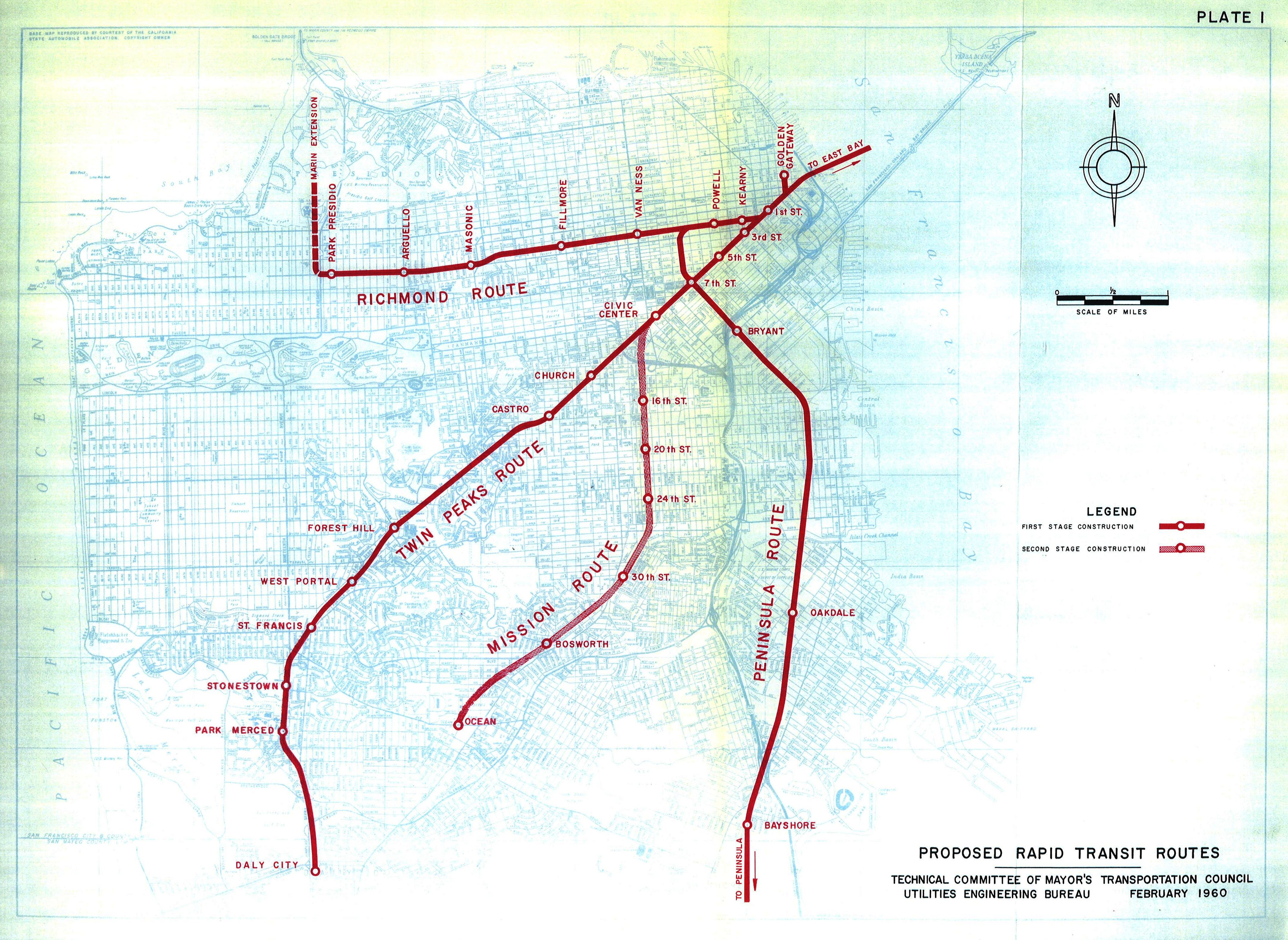
1960年的湾区轨道交通规划图，其中左上角的"richmond route"则是计划中的吉里大道区间

此线路是湾区捷运的初始计划的一部分，在马林县退出湾区捷运管理局后被搁置。线路沿着吉里大道向西发展，随后向北转向金门大桥。目前此方案还在研究中，可能随着上文的第二条海湾隧道一并开通。

### wBART
自开通以来，只有里奇蒙区间从来没有延长。在1983年、1992年、 和2017年都有北里奇蒙延长线的方案提出，其中延长现有的捷运线路和使用既有的货运铁路轨道都有考虑过。延长线可能的站点有山顶商场、皮诺尔、和赫拉克勒斯枢纽。2017年发表的评估指出，如果这条延长线在2040年的客流量达到2.2万人次，使用捷运主线的技术（即第三轨供电和“印度”宽轨）建造将耗资36亿美元。 然而，此计划却因为湾区捷运董事长和里奇蒙市政府的不和而无法确定：湾区捷运的董事长扎卡里·马利特希望延长线直接从艾尔赛里托北站开始，而里奇蒙市政府却强烈反对此方案。同时，赫拉克勒斯市政府，由于发展赫拉克勒斯枢纽的计划，也不支持此延长线。

### 680公路通道
在湾区捷运开通50周年时，地铁的设计师提出了一条新的路线。此线将从温泉/费利蒙南站，沿着680號公路，依次经过都柏林/普雷森顿站和核桃溪站，并终于首府走廊號的马丁内斯站。

### 门罗公园延长线（已撤消）
此计划是一个短命计划，在1999年由聖馬刁郡经济发展协会提出。计划的路线是从密爾布瑞站出发，沿着加州火車线路到达伯灵格姆的百老汇站，接着沿着沿岸高速并止步于門洛公園，沿途在圣马刁、贝尔蒙特/圣卡洛斯、紅木城和门罗帕克设站。当时估计的成本是2,500,000,000美元（相等於2023年的4,570,000,000美元），由圣马刁县增加0.5美分的营业税来征集。 湾区捷运的管理层表示，往圣马刁县南部发展不合时宜，而圣县经发协会也在1999年夏撤回了这一提案。

## 嵌入站
目前已经开通的嵌入站只有內河碼頭站和西都柏林/普雷森顿站。而競技場－奧克蘭國際機場線上的杜立特维护基地也会在不久后作为客运车站开通。
目前计划中的嵌入站有奥尔巴尼、卡拉威拉斯、欧文顿和30街/使命街这四个站。其中，在现有的24街和葛连公园站之间建造30街站的成本是5亿美元（2003年估计）。杰克伦敦广场站，由于不符合奥克兰三角线的结构被搁置，改用其他方式连接百老汇大道附近。欧文顿站则在2017年通过了环评，预计在2024年开通。